# ميزاب (مرند)
ميزاب هي قرية في مقاطعة مرند، إيران. عدد سكان هذه القرية هو 231 في سنة 2006.